# Smart growth
Smart growth (engl. pametan rast), politika za urbana područja koja koristi razumno planiranje za vođenje, dizajn, razvoj, revitalizaciju i izgradnju zajednica za sve sljedeće: imati jedinstveni osjećaj zajednice i mjesta; sačuvati i unaprijediti vrijedne prirodne i kulturne resurse; pravedno raspodijeliti troškove i pogodnosti razvitka; proširiti domet prijevoza, zaposlenost i stambene izbore na fiskalno odgovarajući način; vrjednovati dalekosežna, regionalna razmatranja održivosti nad kratkoročnim geografski izoliranim akcijama prirasta; te promicati javno zdravlje i zdrave zajednice. Kompaktni, tranzitno dostupni, mješovite upotrebe, pješačko orijentirani obrasci razvitka i zemljišno rekorištenje prikazuju ukratko primjenu principa smarth growtha.
Inženjeri sve više pribjegavaju analizi cijene životnog ciklusa kako bi procijenili ustupke za ustupke dok investitori i vlasnik kompanije ostaju zainteresiraniji za "donju crtu" rentabilnosti. Nijedna grupa nije posebno zainteresirana u raspravljanje o predloženim promjenama u status-quo ako ne postoji nijedan identificirani izvor ulaganja za alternativni razvitak ili ako se pogodnosti smart growtha ne čine nepristupačnima. Ipak je nedavno ideji smart growtha porasla popularnost jer je postao alternativa urbanom širenju, prometnoj zakrčenosti, rastavljenim susjedstvima i urbanoj propasti. Iako će punoznačne promjene politike prema smart growthu nesumnjivo obeshrabriti već utvrđene interese, mnogi životni stilovi i korporativni običaji već očekivano čine, primjerice, relativno jeftino putovanje.
Jedan od popularnih pristupa u demokratskim zemljama je zahtjev zakonodavca da budući razvijači pripreme izvješća o učinku svojih planova na okolinu kao uvjet da im državne i/ili lokalne vlasti izdaju građevinske dozvole i/ili potvrde posjedovanja. Takva izvješća također pokazuju kako će se značajni utjecaji, koje stvori vlast, ublažiti – trošak kojeg obično plaća razvijač. Zastupajuće grupe susjedstva i NIMBY-i su često skeptični prema takvim izvješćima o učinku, čak i kad ih rade neovisne agencije te naposljetku odobre donositelji odluka radije nego osnivači. Razvijači će ponekad otići izvanredno daleko kako bi pokušali izbjeći zahtjeve za provođenjem mjera olakšavanja, koje zahtijevaju lokalne vlasti, jer mogu biti poprilično skupe, ali će se općenito pokoravati zahtjevanim mjerama, pošto je građenje društvenog povjerenja tijekom dugog perioda kroz otvoreni dijalog također u njihovom dugoročnom interesu, a može pomoći u pridobivanju i zadržavanju osoblja, investitora te možda kupca s pravim interesom za kvalitetu društva i okoline.
Grad Vancouver, Britanska Kolumbija, Kanada, izvrstan je primjer uspješnog smart growtha.

## Kronologija
U ranim 1970-im transportacijski i društveni planeri započeli su promicati ideju kompaktnih gradova i zajednica. Arhitekt Peter Calthorpe tada je popularizirao i promicao ideju urbanih sela koja su počivala na masovnom javnom prijevozu, hodanju i vožnji bicikla umjesto upotrebe automobila. Drugi arhitekt Andrés Duany istovremeno je promicao ideju promjene kodova dizajna radi promicanja osjećaja zajednice i odvraćanja od vožnje. Colin Buchanan i Stephen Plowden pomogli su voditi raspravu u Ujedinjenom Kraljevstvu. Troškovi zaobilazaka i teškoća stjecanja zemlje (posebice u povijesnim i/ili područjima naznačenima kao rezervati) u svrhu građenja i proširivanja autocesta uzrokovali su da neki političari stvore druge misli o nagibanju svih prijevoznih planova prema motornom prometu. Američka Environmental Protection Agency (Agencija za zaštitu okoline) koristi ideju kao način smanjivanja onečišćenja zraka. Političari koji predstavljaju ruralne okruge pronalaze koncept korisnim kao način odvraćanja imigracije i promjene na usporedno mirnija područja (što ostaje ostatak predindustrijskog doba), usprkos tome što njihovo biračko tijelo može pretežito ovisiti o poslovima smještenim u gradovima.
Neki ekolozi koji traže zaštitu otvorenog ruralnog prostora promiču smart growth kroz zastupanje i bučnu obranu granica urbanog rasta ili zelenih pojaseva, pošto su oni dovršeni u Engleskoj još od 1930-ih.
Gradonačelnici velikih gradova, poslovne grupe iz gradskog poslovnog središta i individualni investitori zainteresirani za gentrifikaciju koji žele okrenuti urbanu propast vide smart growth ili regeneraciju kao korisno oruđe za revitalizaciju gradskih centara ili zanemarenih susjedstava bez percipiranja štetnih učinaka na socijalne uvjete ili vrijedne imovine u okolini.

## Kritike smart growtha
Iako smart growth ima trenutno rastući trend u mnogim industrijaliziranim nacijama, nisu sve zastupajuće grupe uvjerene u njegovu korisnost. Neki smatraju da je fraza "smart growth" popustljiva, pa prigovaraju njenoj implikaciji da su alternativne strategije inherentno glupave ili "nepametne". Ostale grupe poput National Motorists Association (Nacionalno udruženje motorista) ne prigovaraju u cijelosti smart growthu, već se snažno protive određenim sastavnicama tradicionalno povezanim s njime kao što je prometno smirenje.
Libertarijanske grupe, poput Instituta Cato, kritiziraju smart growth zbog toga što iako je dobronamjeran, njegove primjene su rezultirale u uvelike povećanim vrijednostima zemljišta do one točke da si obiteljske kuće više ne mogu priuštiti ljudi s prosječnim prihodima. Detaljni komentar Randal O'Toole može se pronaći ovdje  Arhivirana inačica izvorne stranice od 10. siječnja 2006. (Wayback Machine). (poveznica na PDF datoteku)
Daljnja detaljna analiza opasnosti planiranja smart growtha je stavljena naprijed do Senate Committee on Environment and Public Works (Senatskog odbora o okolini i javnim radovima) Wendella Coxa, koji argumentira da "strategije smart growtha teže pojačavanju pravih problema umjesto da ih rješavaju." Podaci koji podupiru njegov argument mogu se pronaći ovdje  Arhivirana inačica izvorne stranice od 22. listopada 2005. (Wayback Machine). Cox se udružio s Joshuom Uttom u pisanju eseja  Arhivirana inačica izvorne stranice od 25. listopada 2005. (Wayback Machine) s analizom smart growtha i pravim konceptom širenja. U njemu oni argumentiraju sljedeće:
Naša analiza pokazuje da su Trenutne postavke urbanog planiranja zbilja nikakve vrijednosti u predviđanju rashoda lokalnih vlasti per capita. Najniži rashodi lokalnih vlasti per capita nisu u višoj gustoći, sporijem rastu i starijim općinskim samoupravama. 

Upravo suprotno, stvarni podaci pokazuju da najniži rashodi per capita teže da se nalaze u općinskim samoupravama srednje ili niže gustoće (iako ne i najniže gustoće); srednjim i brže rastućim općinskim samoupravama; i novijim općinskim samoupravama. To je nakon 50 godina besprimjerne urbane decentralizacije, što se čini više nego dovoljno vremena da se razvije ukazano urbano širenje-povezano s višim rashodima lokalnih vlasti. Čini se nevjerojatno da će se viši rashodi, koji se nisu razvili zahvaljujući širenju u posljednjih 50 godina, razviti u sljedećih 20--unatoč predviđanjima u suprotnosti s istraživanjem iz 2000. The Costs of Sprawl (Cijena širenja). Mnogo vjerojatnijim se čini da su municipalni rashodi per capita rezultat političkih radije nego ekonomskih faktora, posebno utjecaj posebnih interesa.
Čvrsti statistički temelji na kojima esej počiva čini ga korisnim za čitanje o predmetu čak iako se čitatelj ne odluči složiti.

## Više informacija
Srodne teme
- Novi gradovi
- Novi urbanizam
- Vrtni gradovi
- Urbana obnova

Organizacije
- Futurewise
- Smart Growth America

## Vanjske poveznice
- SmartCode 7.0  Arhivirana inačica izvorne stranice od 10. prosinca 2005. (Wayback Machine) Model za planske kodove novog urbanizma u PDF formatu